# Саунін Володимир Іванович
Володи́мир Іва́нович Сау́нін (* 1940) — радянський самбіст, дзюдоїст і борець вільного стилю, чемпіон СРСР й світу з самбо. Чемпіон і призер чемпіонатів СРСР і Європи з дзюдо. Заслужений майстер спорту СРСР з дзюдо, майстер спорту СРСР міжнародного класу з самбо та вільної боротьби, заслужений працівник фізичної культури і спорту України.

## Життєпис
Народився 1940 року в місті Сталіно (нині Донецьк). Тренувався під керівництвом заслуженого тренера СРСР Ярослава Волощука  і Юрія Зусера..  В МНР виступав під керунком Петра Кармалака. Самбіст, дзюдоїст і борець вільного стилю. Чемпіон СРСР і світу з самбо. Чемпіон і призер чемпіонатів СРСР і Європи з дзюдо, призер чемпіонату Європи з вільної боротьбі. Виступав в суперважкій ваговій категорії (понад 100 кг).
Чемпіон СРСР з самбо — 1969; 1973; 1974; 1976 роки.
Срібний призер чемпіонату СРСР З самбо — 1965; 1971 роки.
Бронзовий призер чемпіонату СРСР З самбо — 1961; 1967; 1977; 1978 роки.
Чемпіон Європи (Лозанна)-1968 в абсолютній ваговій категорії (аб.в.)
Бронзовий призер Чемпіонатів Європи:
- Мадрид-1965 (аб.в.)
- Люксембург-1966 (аб.в.)
- Остенде-1969 рік.

Був генеральним директором Української спортивної федерації «Універсальний бій».